# Acrolophus leucopogon
Acrolophus leucopogon är en fjärilsart som beskrevs av Walsingham 1914. Acrolophus leucopogon ingår i släktet Acrolophus och familjen Acrolophidae. Inga underarter finns listade i Catalogue of Life.